# Platypalpus submaculus
Platypalpus submaculus is een vliegensoort uit de familie van de Hybotidae. De wetenschappelijke naam van de soort is voor het eerst geldig gepubliceerd in 2003 door Raffone.